# Lee Cha-su
Lee Cha-su (También deletreado como Lee Cha-soo, 6 de junio de 1957-9 de marzo de 2020) fue un político y activista social de Corea del Sur.

## Biografía
Instó a la reubicación de la Base de la Fuerza Aérea K-2 utilizada con el Aeropuerto Internacional de Daegu.
Se desempeñó como presidente del Consejo de Buk-gu. Lee murió en Chilgok, distrito de Buk, Daegu a la edad de 62 años como resultado de la enfermedad por coronavirus 2019 (COVID-19) el 9 de marzo de 2020.